# Itämerentorni
Itämerentorni est une tour d'habitation située dans le quartier de Ruoholahti à Helsinki en Finlande.

## Description
La tour a été conçue par l'architecte Pekka Helin et sa construction s'est terminée en 2000. 
Le bâtiment est construit sur la place Itämerentori au bord de la route Länsiväylä. 
Avec ses 66 mètres de hauteur pour 18 étages elle est l'un des bâtiments les plus hauts de la capitale. 
La tour accueille entre autres les sièges de SITRA et de PricewaterhouseCoopers.

## Galerie

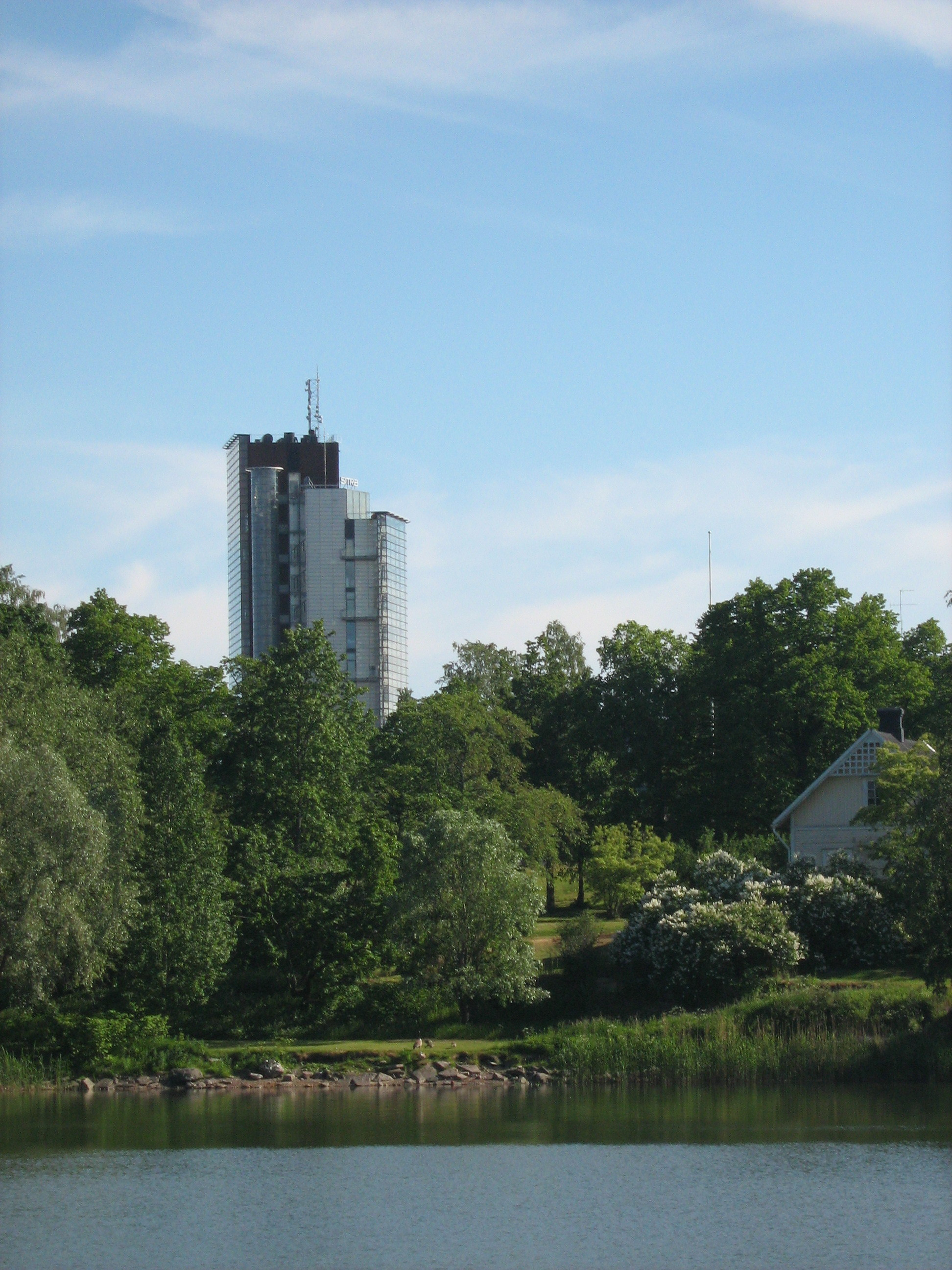
Itamerentorni à Ruoholahti.
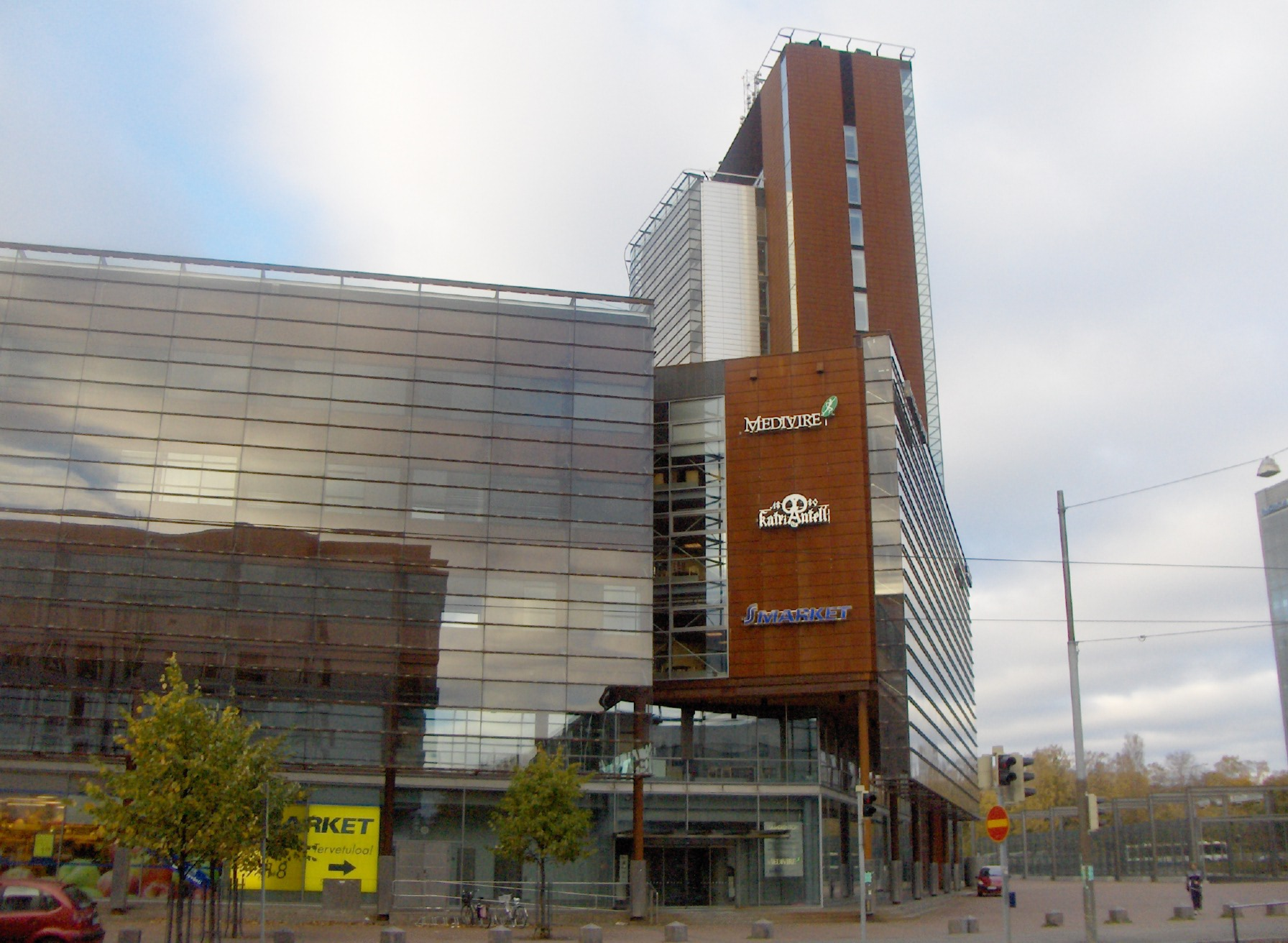
Itamerentorni.
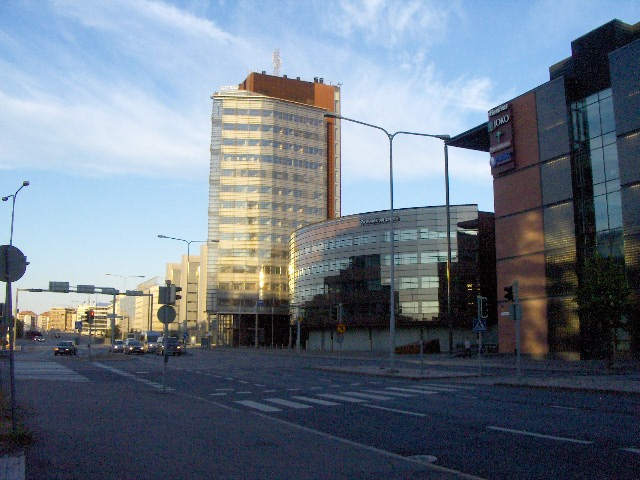
La tour à Ruoholahti.
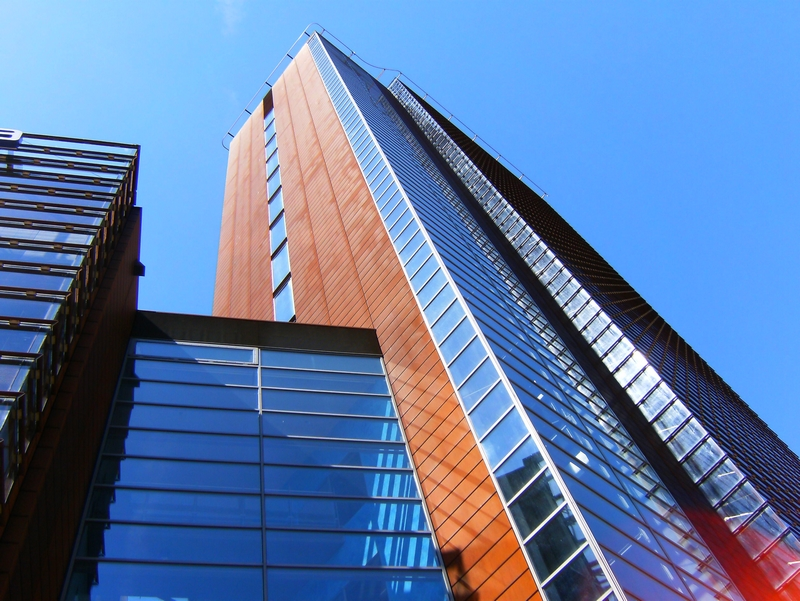
Itamerentorni.
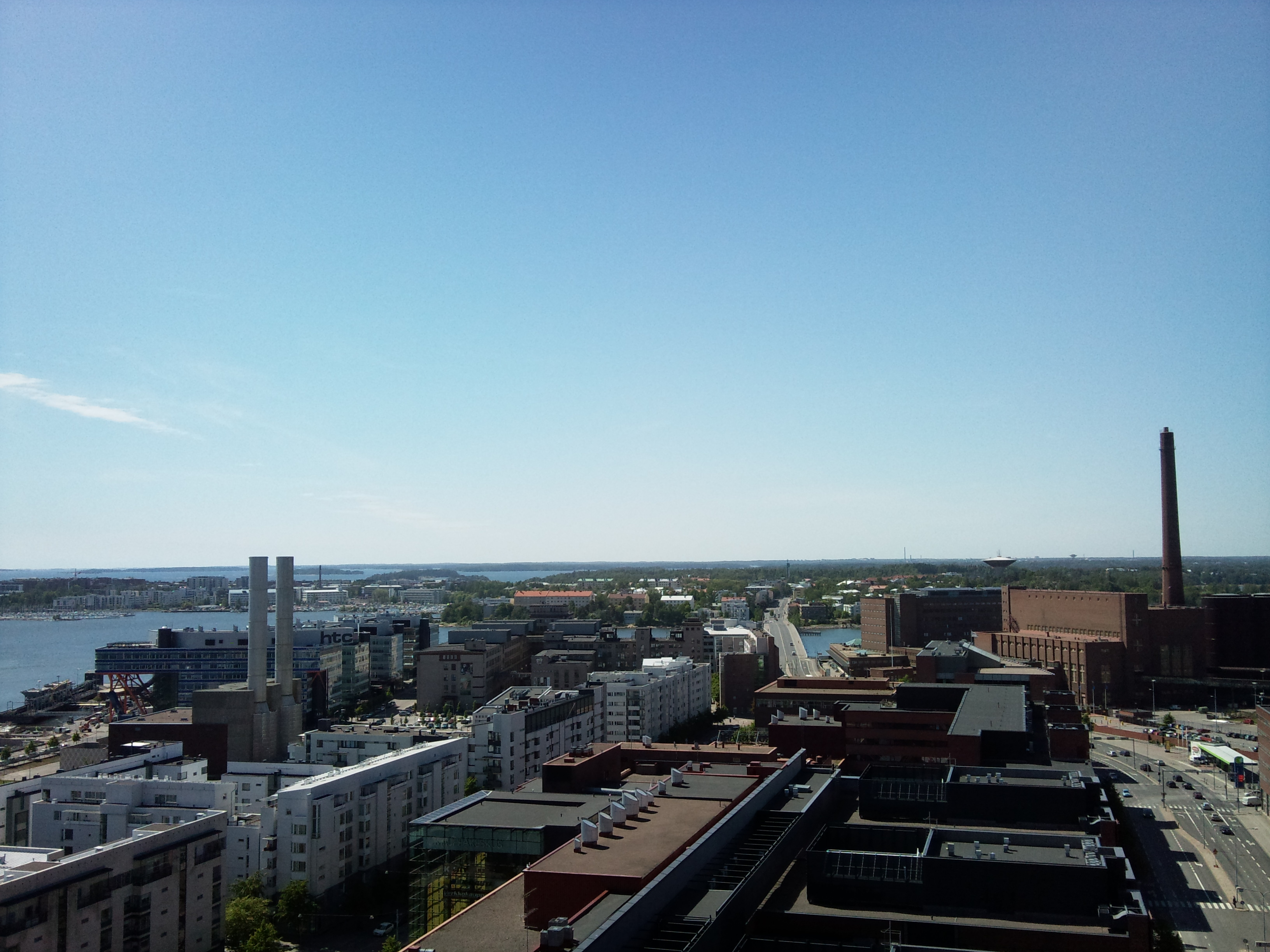
Le quartier de Ruoholahti vu de la tour.
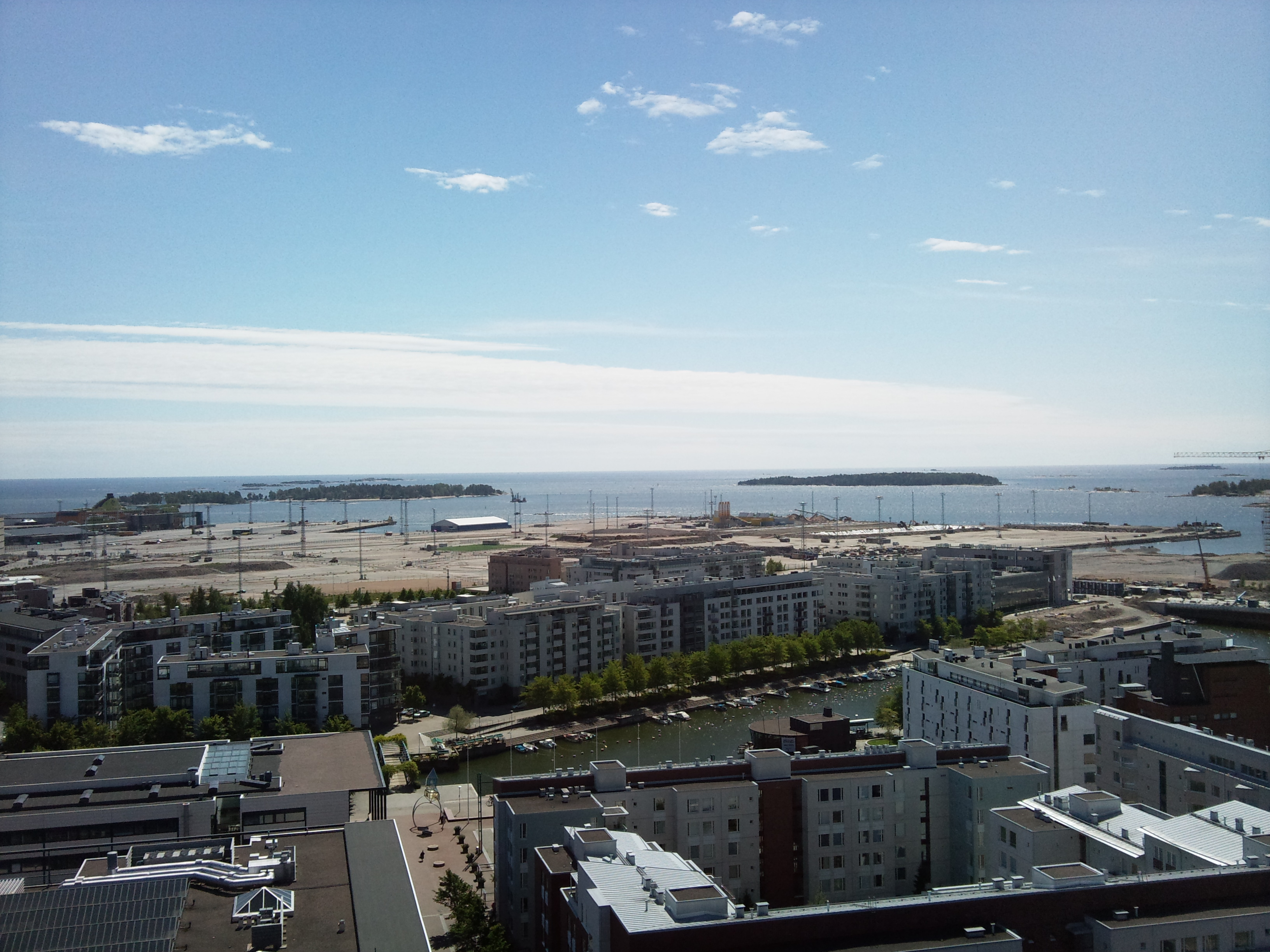
Le port Ouest d'Helsinki vu de la tour.